# Josep Antoni Muntadas i Campeny
Josep Antoni Muntadas i Campeny   (Igualada, 1816 - Barcelona, 4 de març de 1880) va ser un empresari català.

## Biografia
Va néixer el 1816 a la casa dels Muntadas, al carrer de Joan Maragall, 7 d'Igualada, fill de Macià Muntadas i Font, fabricant de draps, i Francesca Campeny i Vallvé.
El 1812, Maties Muntadas havia incorporat el seu primogènit Joan al negoci, però posteriorment es van traslladar a Barcelona, on el 1829 tenien una petita fàbrica de filats i teixits de cotó al carrer de les Tàpies, 9 (antic), aparentment al mateix indret que el seu fill Pau (carrer de la Patacada, 9). El 1839, aquest i els seus germans Josep Antoni, Bernat, Jaume, Ignasi, Isidre i Joan constituïren l'empresa Pau Muntadas i Germans, amb un capital de 145.939 lliures barcelonines i seu al carrer de Sant Jeroni, al mateix emplaçament que l'extingida Maties Muntadas i Fill.
Tanmateix, el 24 de juny de 1840, Pau deixà el negoci, que quedà en mans dels seus germans amb el nom de Muntadas Germans, dirigit per Joan, Isidre i Josep Antoni.
l seu fill Pau. El 1847, Josep Antoni i els seus germans constituïren a Madrid la societat España Industrial, Sociedad Anónima Fabril y Mercantil, i li transferiren tots els actius de Muntadas Germans, iniciant la construcció d'una fàbrica a Hostrafrancs (vegeu Vapor Nou).
Josep Antoni Muntadas fou soci de l'Ateneu Català, fundat el 1860, i entre 1861 i 1880 va ser membre de la Junta de Govern del Banc de Barcelona. També formà part de la junta dels Ferrocarrils de Saragossa a Pamplona i a Barcelona. El 1869 formà part d'una comissió d'empresaris i de comerciants que reuniren recursos per reprimir la insurrecció de Cuba.
Va ser pare de Maties Muntadas i Rovira, empresari i col·leccionista d'art que el va succeir com a director de l'Espanya Industrial; de Lluís Muntadas i Rovira, enginyer i fabricant de làmpades d'enllumenat (fundador de l'empresa Lámparas Z); de Manuel Muntadas i Rovira, escriptor, i de Josep Muntadas i Rovira.